# Zoltán Kubát
Zoltán Kubát (ur. 21 lutego 1983 w Kieżmarku) – słowacki hokeista.

## Kariera
- Cholet (2001–2002)
- ŠKP PS Poprad (2002–2004)
- Cholet (2004–2005)
- CO Courbevoie (2005–2006)
- MHK Kežmarok (2006–2007)
- TKH Toruń (2007–2010)
- Ciarko PBS Bank KH Sanok (2010–2013)
- HC GKS Katowice (2013)
- HK Dukla Michalovce (2013-2017)
  -  MHK Humenné (2014)
  -  HC Prešov Penguins (2017)
- MHK Humenné (2017-2018)

Od 2007 gra w polskiej lidze. Od sezonu 2010/2011 zawodnik występuje w polskiej lidze na zasadzie gracza krajowego. W sierpniu 2010 roku wraz z innym Słowakiem Miroslavem Zaťko był sprawdzany przez selekcjonera Wiktora Pysza w meczach towarzyskich reprezentacji Polski. W 2011 zawodnik starał się o polskie obywatelstwo, z czego ostatecznie zrezygnował, jako że przyjęcie polskiego obywatelstwa wiązałoby się z koniecznością zrzeczenia rodzimego obywatelstwa słowackiego.
Od października 2012 roku w sezonie 2012/2013, zgodnie ze zmianą w regulaminie PZHL, nie jest wliczany do limitu obcokrajowców (z racji występów
w Polskiej Lidze Hokejowej (PLH) nieprzerwanie od co najmniej 48 miesięcy) i z tego względu jest traktowany jako grach krajowy.
Od czerwca 2013 krótkotrwale zawodnik HC GKS Katowice. Od sierpnia 2013 zawodnik HK Dukla Michalovce.

## Sukcesy
- Puchar Polski (2 razy): 2010 i 2011 z Ciarko PBS Bank KH Sanok
- Złoty medal mistrzostw Polski: 2012 z Ciarko PBS Bank KH Sanok